# Astragalus fukangensis
Astragalus fukangensis es una especie de planta del género Astragalus, de la familia de las leguminosas, orden Fabales.

## Distribución
Astragalus fukangensis se distribuye por China (Xinjiang).

## Taxonomía
Fue descrita científicamente por Podlech & L. R. Xu. Fue publicada en Novon 17: 230 (2007).